# Megasema tristigma
Megasema tristigma är en fjärilsart som beskrevs av Treitschke 1825. Megasema tristigma ingår i släktet Megasema och familjen nattflyn. Inga underarter finns listade i Catalogue of Life.